# Grob
Grob je prostor v zemlji, oziroma drugače označen prostor, določen za pokop mrtve osebe.
Skozi človeško zgodovino se je način pokopa spreminjal, zato poznamo več vrst grobov:
- V kameni dobi sta prevladovala žarni ali pa zemljski (gomilni) pokop.

Gomila je bila oblika groba, ki je nastala z nalaganjem kamenja ali prsti čez umrlega. Gomila je navadno imela skoraj okroglo tlorisno obliko.
- Kasneje so se pričeli uveljavljati hišni grobovi.

Mrtve so pokopavali v hišah.
- Sledila je gradnja grobov iz ostankov prejšnih zgradb. Gradili so ali posamezne grobove ali pa večna počivališča. Kot večna počivališča naj bi takšne gradnje ali mesta mrtvih (nekropole) imela trajnejši značaj.
- Nadaljnja zaščita grobov je vodila do vkopavanja grobov v zemljo, oziroma hrib ali umetni nasip. Prvo je pripeljalo do nastanka: katakomb, kript in grobnic, drugo pa do nastanka piramid.
- Kot stranske oblike tega razvoja so nastali: mavzoleji, grobni stolpi in ploščadi umrlih.

- Mavzolej
- Grobnica
- Grobni stolp